# Робак Ігор Юрійович
І́гор Ю́рійович Ро́бак (нар. 29 липня 1957 року, Харків, УРСР, СРСР) — історик, краєзнавець, доктор історичних наук (2009), професор (2011).  Професор кафедри українознавства, культурології та історії науки Національного технічного університету «Харківський політехнічний інститут». Президент ГО «Академія соціальних наук України», Почесний краєзнавець України (2013), Відмінник освіти України (2016).
Член редколегії часопису Польської Академії Наук «Medycyna Nowożytna. Studia nad Kulturą Medyczną».

## Біографічні дані
Народився 29 липня 1957 року в Харкові.
У 1979 році закінчив Харківський університет. Відтоді працював у Харківському медичному університеті. З 2011 — завідувач кафедри суспільних наук. До того працював доцентом, професором Харківського медичного університету.
Зробив значний внесок у вивчення історії охорони здоров'я у Харкові. Наукові дослідження: життя та діяльність В. Отамановського, соціальна історія, розвиток місцевої охорони здоров'я, медичне краєзнавство.
У 2002 році був кандидатом у народні депутати Верховної Ради України від партії «Яблуко».
Депутат Київської районної в м. Харкові ради V скликання (2006-2010 рр.).

## Основні праці
За ЕСУ:
- Організація охорони здоров'я в Харкові за імперської доби (початок XVIII ст. — 1916 р.). 2007;
- Охорона здоров'я у першій столиці радянської України (1919 — 1934 рр.). 2012;
- Валентин Отамановський — революціонер, вчений, організатор науки. 2013;
- Олександрівська — Перша міська клінічна лікарня Харкова: півтора століття історії. 2016;
- Харківська охорона здоров'я в післявоєнний період (1945 — 1991 рр.). 2018; (усі — Харків).[1]

## Нагороди
- Почесна грамота Харківської обласної державної адміністрації за вагомий внесок у розвиток вітчизняної науки (2013);
- Премія імені Петра Тронька (2014);
- Премія Харківської міської ради за вагомий вклад у вирішення соціально-економічних питань самоврядування та розвиток місцевого самоврядування (2019)[12];
- Орден «За розбудову України» для працівників гуманітарної та соціальної сфери, науки і мистецтва (2019)[13].